# Envoltura de manejador

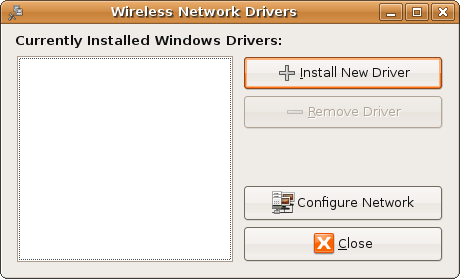
Interfaz gráfica de Ndisgtk.

Una envoltura de manejador o envoltura de controlador es un software que funciona como un adaptador entre un sistema operativo y un controlador, como por ejemplo un controlador de dispositivo, que no fue diseñado para ese sistema operativo. Permite el uso de dispositivos para los que no se dispone de controladores para el sistema operativo en particular.  En particular, a partir de 2010  Microsoft Windows es la familia dominante de sistemas operativos para PC y muchos dispositivos se suministran con controladores para Windows.

## Envolturas de controladores de Windows para Linux
Varios proyectos de software de código abierto permiten el uso de controladores de Microsoft Windows en otros sistemas operativos, como Linux. 
Los ejemplos incluyen controladores de red para tarjetas inalámbricas (como NDISwrapper y su frontal gráfica Ndisgtk para Linux) y el sistema de archivos NTFS (como Captive NTFS). 
El hilo común entre estos ejemplos es el uso de la tecnología de envoltura, que permite la ejecución de controladores en un entorno extranjero.  Las limitaciones de las envolturas de controladores son la falta de capacidad de algunos de ellos de funcionar en tiempo real.  Un ejemplo de esta limitación incluye problemas de latencia, como los asociados con los intentos de hacer compatible Linux con el grabador de sonidos ZoomR16 DAW.